# Lijst van rijksmonumenten in Spanbroek
De plaats Spanbroek telt 10 inschrijvingen in het rijksmonumentenregister. Hieronder een overzicht.
| Object                                                                     | Oorspronkelijke functie?  | Bouwjaar     | Architect | Locatie            | Coördinaten?                  | Nr.?   | Afbeelding                         |
| -------------------------------------------------------------------------- | ------------------------- | ------------ | --------- | ------------------ | ----------------------------- | ------ | ---------------------------------- |
| De Westerveer: poldermolen van de polder Westerveer. Achtkante bovenkruier | Industrie- en poldermolen | 1873         |           | Zomerdijk 18       | 52° 41' 26" NB, 4° 57' 32" OL | 31781  | Meer afbeeldingen                  |
| De Kaagmolen                                                               | Industrie- en poldermolen | 1654         |           | Nieuweweg bij 2    | 52° 41' 35" NB, 4° 55' 11" OL | 31796  | Meer afbeeldingen                  |
| Toren van de Hervormde Kerk                                                | Kerk en kerkonderdeel     |              |           | Spanbroekerweg 35  | 52° 41' 52" NB, 4° 56' 38" OL | 31797  | Meer afbeeldingen                  |
| Hervormde Kerk                                                             | Kerk en kerkonderdeel     | 15e/16e eeuw |           | Spanbroekerweg 37  | 52° 41' 52" NB, 4° 56' 38" OL | 31798  | Meer afbeeldingen                  |
| Raadhuis                                                                   | Overheidsgebouw           | 1598         |           | Spanbroekerweg 39  | 52° 41' 52" NB, 4° 56' 40" OL | 31799  | Meer afbeeldingen                  |
| Stolphoeve                                                                 | Boerderij                 | 18e/19e eeuw |           | Spanbroekerweg 220 | 52° 41' 33" NB, 4° 58' 33" OL | 31800  | Meer afbeeldingen                  |
| Terrein waarin sporen van bewoning                                         | Archeologisch monument    | Bronstijd    |           | nabij Zomerdijk 14 | 52° 41' 42" NB, 4° 56' 52" OL | 47128  | Terrein waarin sporen van bewoning |
| Beukenhof                                                                  | Woonhuis                  | 1850-1874    |           | Spanbroekerweg 51  | 52° 41' 54" NB, 4° 56' 45" OL | 510444 | Beukenhof                          |
| Bonifaciuskerk                                                             | Kerk en kerkonderdeel     | 1909         |           | Spanbroekerweg 188 | 52° 41' 51" NB, 4° 57' 46" OL | 510445 | Meer afbeeldingen                  |
| Hoeve Arko                                                                 | Boerderij                 | 1875-1899    |           | Kaag 7             | 52° 41' 5" NB, 4° 55' 19" OL  | 510447 | Meer afbeeldingen                  |